# Libro de los juegos
Het Libro de los juegos ("Boek der spelen") of in oud Spaans Libro de axedrez, dados e tablas ("Boek van schaken, dobbelstenen en tafels") werd gemaakt in opdracht van koning Alfonso X van Castilië, Galicië en León door zijn scriptorium in Toledo (tussen 1251 en 1283). Het is een pronkstuk van Alfonso’s middeleeuwse literaire nalatenschap.
Het boek bestaat uit 97 perkamenten bladen met 150 miniaturen. De tekst gaat over drie soorten spelen: schaken (vaardigheid), dobbelspelen (toeval) en tafelspelen zoals backgammon, molenspel, alquerque (een combinatie van beide). Het boek bevat de oudst gekende uitleg van deze spelen en is ook de oudste collectie schaakproblemen. In het laatste deel worden de spelen op astronomisch en astrologisch niveau toegelicht. Bij diepere analyse kan de tekst ook allegorisch gelezen worden als een initiatieverhaal en metafysisch als een gids naar een evenwichtig en deugdzaam leven. De didactische, zij het niet overdreven moralistische, tekst gaat vergezeld van illustraties die een rijke culturele, sociale en religieuze complexiteit vertonen.
Het enige bekende origineel bevindt zich in de bibliotheek van het Escorial (bij Madrid). Het boek, 40 cm hoog en 28 cm breed, is gebonden in schaapsleer. De Koninklijke Geschiedenisacademie van Madrid bezit een kopie uit 1334.

## Voetnoten
1. 1 2  Sonja Musser Golladay, Los Libros de Acedrex Dados e Tablas: Historical, Artistic and Metaphysical Dimensions of Alfonso X’s Book of Games , University of Arizona, 2007. Gearchiveerd op 14 juni 2022.
2. ↑  Luis Vázquez de Parga, "Alfonso X el Sabio", in: Libros del ajedrex, dados y tablas, 1987, blz. 13–28
3. ↑  Dwayne E. Carpenter, "Fickle Fortune: Gambling in Medieval Spain", in: Studies in Philology, 1988, nr. 3, blz. 267–278
4. ↑  Jens T. Wollesen, "Sub specie ludi...: Text and Images in Alfonso El Sabio's Libro de Ajedrex, Dados e Tablas", in: Zeitschnfi fur Kunstgeschichte, 1990, nr. 53, blz. 277–308